# Guillermo Páez
Guillermo Alejandro Páez Cepeda (ur. 18 kwietnia 1945 w Santiago) – piłkarz chilijski grający podczas kariery na pozycji pomocnika.

## Kariera klubowa
Karierę piłkarską Guillermo Páez rozpoczął w stołecznym Universidad Católica w 1962. Z Universidad Católica zdobył mistrzostwo Chile w 1966. W 1967 przeszedł do drugoligowego CD Lota Schwager, z którym w 1969 awansował do chilijskiej ekstraklasy. W 1972 powrócił do stolicy, gdzie został zawodnikiem CSD Colo-Colo. Z Colo-Colo dwukrotnie zdobył mistrzostwo Chile w 1972 i 1979, Puchar Chile w 1974 oraz dotarł do finału Copa Libertadores 1973, gdzie Colo-Colo uległo argentyńskiemu Independiente Avellaneda.
Rok 1980 spędził w stołecznym Aviación, z którego przeszedł do Santiago Morning. Piłkarską karierę zakończył w Santiago Wanderers w 1983.

## Kariera reprezentacyjna
W reprezentacji Chile Páez zadebiutował 26 stycznia 1972 w przegranym 0-2 towarzyskim spotkaniu z Meksykiem.
W 1974 roku został powołany przez selekcjonera Luisa Álamosa do kadry na Mistrzostwa Świata w RFN. Na Mundialu Páez wystąpił we wszystkich trzech meczu z RFN, NRD i Australią, który był jego ostatnim meczem w reprezentacji. Od 1972 do 1974 roku rozegrał w kadrze narodowej 14 spotkań.

## Kariera trenerska
Po zakończeniu piłkarskiej kariery Páez został trenerem. Prowadził m.in. CSD Rangers, Unión Española, CD O’Higgins czy Santiago Wanderers.